# Мунски, Максимилиан
Максимилиан Мунски (нем. Maximilian Munski; 10 января 1988, Любек) — немецкий гребец, выступает за национальную сборную Германии по академической гребле начиная с 2008 года. Серебряный призёр летних Олимпийских игр в Рио-де-Жанейро, бронзовый и дважды серебряный призёр чемпионатов мира, двукратный чемпион Европы, победитель многих регат национального и международного значения.

## Биография
Максимилиан Мунски родился 10 января 1988 года в городе Любек, ФРГ. Активно заниматься гребным спортом начал в возрасте десяти лет в 1998 году, проходил подготовку в местном гребном клубе «Любеккер».
Впервые заявил о себе в 2005 году, выиграв домашний чемпионат мира среди юниоров в Бранденбурге — в программе распашных четвёрок с рулевым. В следующем сезоне на юниорском мировом первенстве в Амстердаме взял серебро в восьмёрках. Ещё через год выступал в распашных рулевых четвёрках на молодёжном чемпионате мира в Глазго, но попасть здесь в число призёров не смог, заняв четвёртое место. В 2008 году дебютировал в зачёте Кубка мира.
Первого серьёзного успеха на взрослом международном уровне Мунски добился в сезоне 2010 года, когда попал в основной состав немецкой национальной сборной и побывал на чемпионате мира в новозеландском Карапиро, откуда привёз награду бронзового достоинства, выигранную вместе с напарником Филипом Адамски и рулевым Альбертом Ковертом в зачёте распашных двоек — на финише их обошли только экипажи из Италии и Австралии.
В 2013 году вошёл в состав главной немецкой распашной восьмёрки, одержал с ней победу на чемпионате Европы в испанской Севилье и стал серебряным призёром на чемпионате мира в корейском Чхунджу. Два года спустя на европейском первенстве в польской Познани вновь был лучшим среди восьмёрок, в то время как на мировом первенстве в Эгбелете снова завоевал серебряную медаль.
Благодаря череде удачных выступлений Максимилиан Мунски удостоился права защищать честь страны на летних Олимпийских играх 2016 года в Рио-де-Жанейро, стартовал здесь в составе экипажа, куда также вошли гребцы Мальте Якшик, Андреас Куффнер, Эрик Йоханнесен, Максимилиан Райнельт, Феликс Драхотта, Рихард Шмидт, Ханнес Оцик и рулевой Мартин Зауэр — они с первого места квалифицировались на предварительном этапе, после чего в решающем финальном заезде пришли к финишу вторыми, отстав от победившей команды Великобритании более чем на секунду, и завоевали тем самым серебряные олимпийские медали.